# カプリコーン協奏曲
カプリコーン協奏曲（英語: Capricorn Concerto）作品21は、サミュエル・バーバーが作曲した室内楽のための協奏曲。1944年9月8日に完成し、同年10月8日にセイデンバーグ小交響楽団によって初演された。バーバーがまだ兵役中の作品だが、作曲当時は陸軍から作曲のための余暇を与えられて帰休していた。カプリコーンというのは、1943年に購入した自宅の愛称にちなんでいる。楽章ごとに主題はカプリコーンの住人であるバーバー本人、同居人の作曲家ジャン・カルロ・メノッティ、詩人のRobert Horanを一人ずつ表現しているようにも連想されるが、標題音楽ではない。
《カプリコーン協奏曲》は、バロック音楽のコンチェルト様式、とりわけ合奏協奏曲のように構想されており、そのためバッハの《ブランデンブルク協奏曲 第2番》と同一の楽器編成 ――フルート、オーボエ、トランペットという3つの独奏楽器と弦楽合奏―― が採られている。無調でも複調でもないという、バーバーの従来どおりの音楽語法が使われているものの、現代的な調性様式で作曲されており、全体的にプロコフィエフやヒンデミットを連想させる鋭角的な響きに満ちている。頻繁な速度の変更のため、リズムも神経質な感じがする。以上の特徴から本作品は、新古典主義的な作品に分類して差し支えなく、ストラヴィンスキーに影響されているようである（但しバーバーはストラヴィンスキーについてやや条件付きで評価していた）。
以下の3楽章から構成されており、全部を演奏しても14分ほどである。
1. Allegro ma non troppo
2. Allegretto
3. Allegro con brio